# Émile de Najac

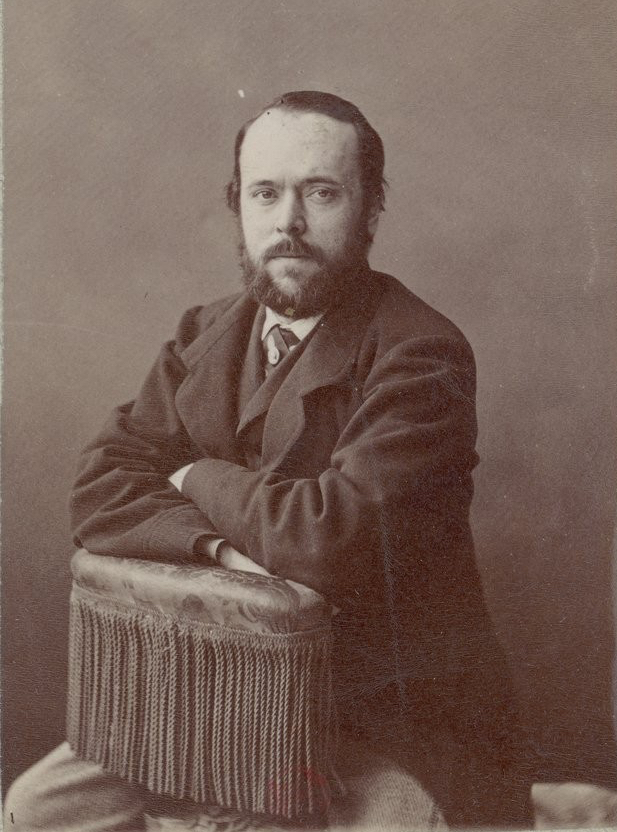

Émile de Najac (* 14. Dezember 1828 in Lorient; † 11. April 1889 in Paris) war ein französischer Librettist.
De Najac war einer der bedeutenden französischen Librettisten für die französische komische Oper in der Mitte des 19. Jahrhunderts, wobei er häufig mit anderen Librettisten zusammenarbeitete. So schrieb er mit Victorien Sardou den Text zu Pierre-Louis Deffès’ Les Noces de Fernande, mit Henri Bocage den Text zu Estelle et Némourin (1882) und mit Raoul Toché den Text zu Le Premier baiser (1883), beide vertont von Émile Jonas.
1885 entstand in Zusammenarbeit mit Paul Ferrier das Libretto zu Alexandre Charles Lecocqs La vie mondaine, 1887 in Zusammenarbeit mit Paul Burani das Libretto zu Emmanuel Chabriers Le roi malgré lui. Außerdem schrieb de Najac auch Libretti mit Eugène Scribe, Edmond François Valentin About und Albert Millaud.
Das Stück Divorçons, das de Najac 1880 mit Sardou verfasste, wird bis in die Gegenwart gespielt und wurde mehrfach verfilmt, u. a. zweimal von Ernst Lubitsch: 1925 als Küß’ mich noch einmal und 1941 unter dem Titel Ehekomödie.
| Personendaten    | Personendaten            |
| ---------------- | ------------------------ |
| NAME             | Najac, Émile de          |
| KURZBESCHREIBUNG | französischer Librettist |
| GEBURTSDATUM     | 14. Dezember 1828        |
| GEBURTSORT       | Lorient                  |
| STERBEDATUM      | 11. April 1889           |
| STERBEORT        | Paris                    |